# Кетрін Швітцер
Кетрін Вірджинія Швітцер (англ. Kathrine Switzer, нар. 5 січня 1947 року, Амберг, Німеччина) — американська марафонка, авторка та телевізійна коментаторка. У 1967 році стала першою жінкою, яка пробігла Бостонський марафон як офіційно зареєстрована учасниця, зіткнувшись із перепонами та насильством під час забігу. Це розгорнуло дискусію про сексизм у спорті та прискорило надання жінкам права бігати офіційно у 1972 році.

## Життєпис

### Ранні роки
Кетрін Швітцер народилася в Амберзі (Німеччина) в сім'ї майора армії США, що повернулася до США в 1949 році. Закінчила середню школу Джорджа К. Маршалла в окрузі Ферфакс, штат Вірджинія, а потім відвідувала Лінчбурзький коледж. У 1967 році перейшла в Університет Сірак'юс, де вивчала журналістику та англійську літературу. Там здобула ступінь бакалавра в 1968 році, а ступінь магістра в 1972 році.
У 1968 році одружилась з Томом Міллером, який поклав край насильству Семпла під час Бостонського марафону у 1967. Вони розлучилися в 1973 році. У 1987 році одружилася з британським бігуном та письменником Роджером Робінсоном.

### Бостонський марафон 1967 року
17 квітня 2017 року 70-літня Кетрін Швітцер повторила той же забіг. Перевіривши, що в правилах марафону немає згадки про стать, Швітцер зареєструвалась для участі в перегонах під іменем «K. V. Switzer», використовуючи свій офіційний номер спілки спортсменів-аматорів США «AAU» та належним чином отриманий сертифікат про фізичну підготовку. Вона зазначала, що в її свідоцтві про народження ім'я було написано неправильно, тому вона часто використовувала свої ініціали, щоб уникати сексизму.
Батько підтримував участь Швітцер в змаганні, а в день перегонів інші бігуни, що зібралися на старті, зустріли її появу з підтримкою та ентузіазмом, змушуючи її відчувати себе «дуже бажаною».
Однак організатори змагань виступали проти участі жінок. Менеджер перегонів Джок Семпл під час забігу намагався вирвати нагрудний номер Швітцер, щоб завадити її участі у марафоні. Фотографії цього інциденту були широко поширені в ЗМІ. Спортсменці допомогли відбитися інші учасники марафону, і Швітцер пробігла дистанцію за 4 години і 20 хвилин. Але відразу ж після фінішу її дискваліфікували.
Після пробігу Швітцер спілка AAU заборонила жінкам брати участь у змаганнях проти чоловіків. Лише в 1972 році Бостонський марафон заснував офіційну жіночу гонку.

### Подальша кар'єра
Кетрін Швітцер названа Бігункою Десятиліття (1967–77) журналом «Runner's World Magazine». Згодом вона стала телевізійною коментаторкою марафонів, починаючи з олімпійського жіночого марафону 1984 року, і отримала Еммі за свою роботу.
У 1997 році Кетрін Швітцер написала книгу «Біг і ходьба для жінок після 40 років». У квітні 2007 року з нагоди 40-ї річниці свого першого забігу на Бостонському марафоні випустила мемуари «Жінка-марафон».

## Спортивні досягнення
- 1974 — Нью-Йоркський марафон, 1-е місце — 3:07.29
- 1975 — Бостонський марафон, 2-е місце — 2:51.37